# Meridiano 144 W
O meridiano 144 W é um meridiano que, partindo do Polo Norte, atravessa o Oceano Ártico, América do Norte, Oceano Pacífico, Oceano Antártico, Antártida e chega ao Polo Sul. Forma um círculo máximo com o Meridiano 36 E.
Começando no Polo Norte, o meridiano 144º Oeste tem os seguintes cruzamentos:
| País, território ou mar | Notas |
| ----------------------- | --- |
| Oceano Ártico           | |
| Mar de Beaufort         | |
| Estados Unidos          | Ilha Arey e parte continental do Alasca |
| Oceano Pacífico         | Passa a leste da Ilha Kayak, Alasca, Estados Unidos · Passa entre os atóis Katihu e Makemo, Polinésia Francesa · Passa a leste dos atóis Tuanake e Hiti, Polinésia Francesa |
| Oceano Antártico        | |
| Antártida               | Território não reivindicado |